# ناو آگوردات
ناو آگوردات (به انگلیسی: Italian cruiser Agordat) یک کشتی بود که طول آن ۹۱٫۶ متر (۳۰۱ فوت) بود.